# Pulutanwetan
Pulutanwetan is een bestuurslaag in het regentschap Wonogiri van de provincie Midden-Java, Indonesië. Pulutanwetan telt 3683 inwoners (volkstelling 2010).